# Skylodge Adventure Suites

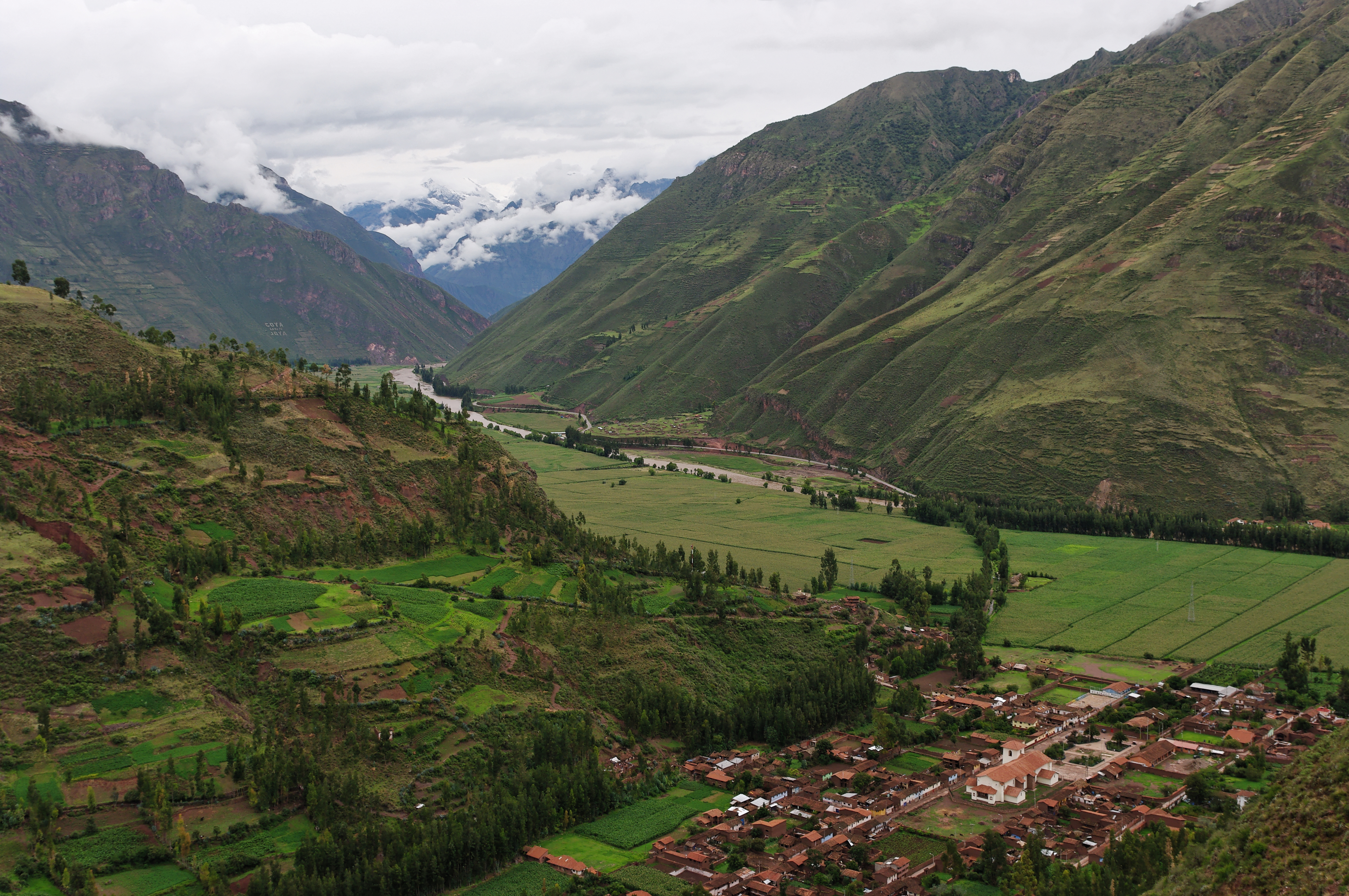
Vale Sagrado dos Incas. Nas encostas desta montanha esta localixado o Skylodge Adventure Suites

Skylodge Adventure Suites é um hotel localizado nas encostas do Vale Sagrado dos Incas, no Peru.

## Estrutura do hotel
O hotel é composto de apenas três cápsulas transparentes fixadas nas rochas da montanha do Vale Sagrado. A altura das cápsulas é de aproximadamente 400 metros em relação ao nível do chão. Cada cápsula mede 7,23 metros de largura e 2,44 metros de altura e são fabricadas em alumínio aeroespacial e policarbonato resistente às variações climáticas.

### Check-in e check-out
Os hospedes deste hotel necessitam ter conhecimentos básicos de alpinismo, pois para chegar as capsulas, é necessário uma escalada através de uma via ferrata (uma trilha com grampos de ferro encrustados na rocha).
Após a pernoite, os hóspedes chegam ao chão através de uma tirolesa.